# Serratia marcescens
Serratia marcescens é uma bactéria gram-negativa pertencente a família Enterobacteriaceae, sendo essa a que mais ataca os seres humanos, geralmente encontrada em animais, insetos, plantas, além do solo e da água assim como na nossa microbiota, mais especificamente no intestino ajudando a manter o equilíbrio ecológico do mesmo.
Apesar de sua baixa virulência, por ser uma bactéria oportunista, a S. marcescens apresenta grande risco aos ambientes hospitalares com a presença de diversos pacientes previamente debilitados ou imunossuprimidos podendo levar ao desenvolvimento de diversas doenças como: meningite, conjuntivite, infecções no trato urinário, pneumonia ou infecções na corrente sanguínea. Por ser uma bactéria altamente resistente, ela foi responsável por diversos surtos epidemiológicos em hospitais principalmente em áreas de risco como UTIs pediátricas e neonatais, como foi observado em um estudo que afirmava que ela era responsável por 15% nas unidades neonatais e 5% nas unidades pediátricas de casos confirmados de infecções com cultura positiva em hospitais pela Europa.
A Serratia marcescens é encontrada nos ambientes hospitalares em cateteres, soluções supostamente estéreis e na mão contaminada de funcionários, sendo esse o principal veículo de transmissão da bactéria, a qual ataca principalmente o trato intestinal, respiratório e a corrente sanguínea, além de possuir alta resistência a uma gama diversa de antibióticos.
Como característica ela é uma bactéria que possui uma pigmentação avermelhada, tem a forma de bacilo, é móvel, se desenvolve em temperatura ambiente (entre 5°C  e 40°C) e com o PH entre 5 e 9, além de ser uma fermentadora lenta de lactose. 
Foi descoberta em 1819 por um farmacêutico italiano chamado Bartolomeo Bizio.